# Eva Moldenhauer
Eva Moldenhauer (* 20. September 1934 in Frankfurt am Main; † 22. April 2019 ebenda) war eine deutsche Übersetzerin französischer Literatur.

## Leben und Werk
Eva Moldenhauer studierte Germanistik, Philosophie und Kunstgeschichte. Nachdem sie vier Jahre in Frankreich gelebt hatte, begann sie 1964 als Übersetzerin zu arbeiten. Moldenhauer machte sich einen Namen als Übersetzerin von Claude Simon, Ágota Kristóf, Jorge Semprún, Pierre Michon und Rachid Boudjedra sowie weiteren Gegenwartsautoren und als Übersetzerin wissenschaftlicher Literatur des französischen Strukturalismus, speziell von Claude Lévi-Strauss. Gemeinsam mit ihrem Ehemann Karl Markus Michel lebte sie in Frankfurt am Main und besorgte eine Gesamtausgabe der Werke Georg Wilhelm Friedrich Hegels. Unter dem Namen Eva Michel engagierte sie sich in den 1970er Jahren bei der Roten Hilfe in Frankfurt am Main und war deswegen zeitweise inhaftiert.

### Übersetzte Autoren
- Rabah Belamri
- Rachid Boudjedra
- Pierre Bourdieu
- Pierre Clastres
- Rébecca Dautremer
- Gilles Deleuze
- Philippe Descola
- Georges Devereux
- Georges Dumézil
- Émile Durkheim
- Mircea Eliade
- Frantz Fanon
- Jean Pierre Faye
- Charles Fourier
- André Gorz
- Julien Green
- Béla Grunberger
- Jean-Michel Guenassia[4]
- Marcel Hénaff
- Ágota Kristóf
- Claude Lévi-Strauss
- Emmanuel Levinas
- Marcel Mauss
- Maurice Merleau-Ponty
- Pierre Michon
- Georges Minois
- Irène Némirovsky
- Ana Novac
- Michel Onfray
- Jean-Paul Sartre
- Victor Serge
- Claude Simon
- Jorge Semprún
- Dominique Valentin

## Ehrungen und Auszeichnungen
- 1982: Helmut M. Braem-Übersetzerpreis
- 1991: Paul-Celan-Preis
- 2005: nominiert für den Preis der Leipziger Buchmesse für die Neuübersetzung von Claude Simons Das Gras
- 2007: zusammen mit Grete Osterwald den Wilhelm-Merton-Preis für europäische Übersetzungen[5]
- 2009: Prix lémanique de la traduction für das Lebenswerk
- 2011: Raymond-Aron-Preis der DVA-Stiftung für die Übersetzung des Buches Par-delà nature et culture (Jenseits von Natur und Kultur) des Anthropologen Philippe Descola
- 2012: Prix de l’Académie de Berlin für die Belebung und Vertiefung der deutsch-französischen Beziehungen
- 2012: Ordre des Arts et des Lettres (Chevalier)